# 里茹林齊
49°21′53″N 26°46′26″E / 49.36472°N 26.77389°E
里茹林齊（烏克蘭語：Рижулинці）是位於烏克蘭西部的村莊，由赫梅利尼茨基州裡赫梅利尼茨基區的羅茲索沙市鎮負責管轄。該村面積4.8平方公里，海拔高度327米，2001年人口283，人口密度每平方公里59人。